# Замок Мамуре

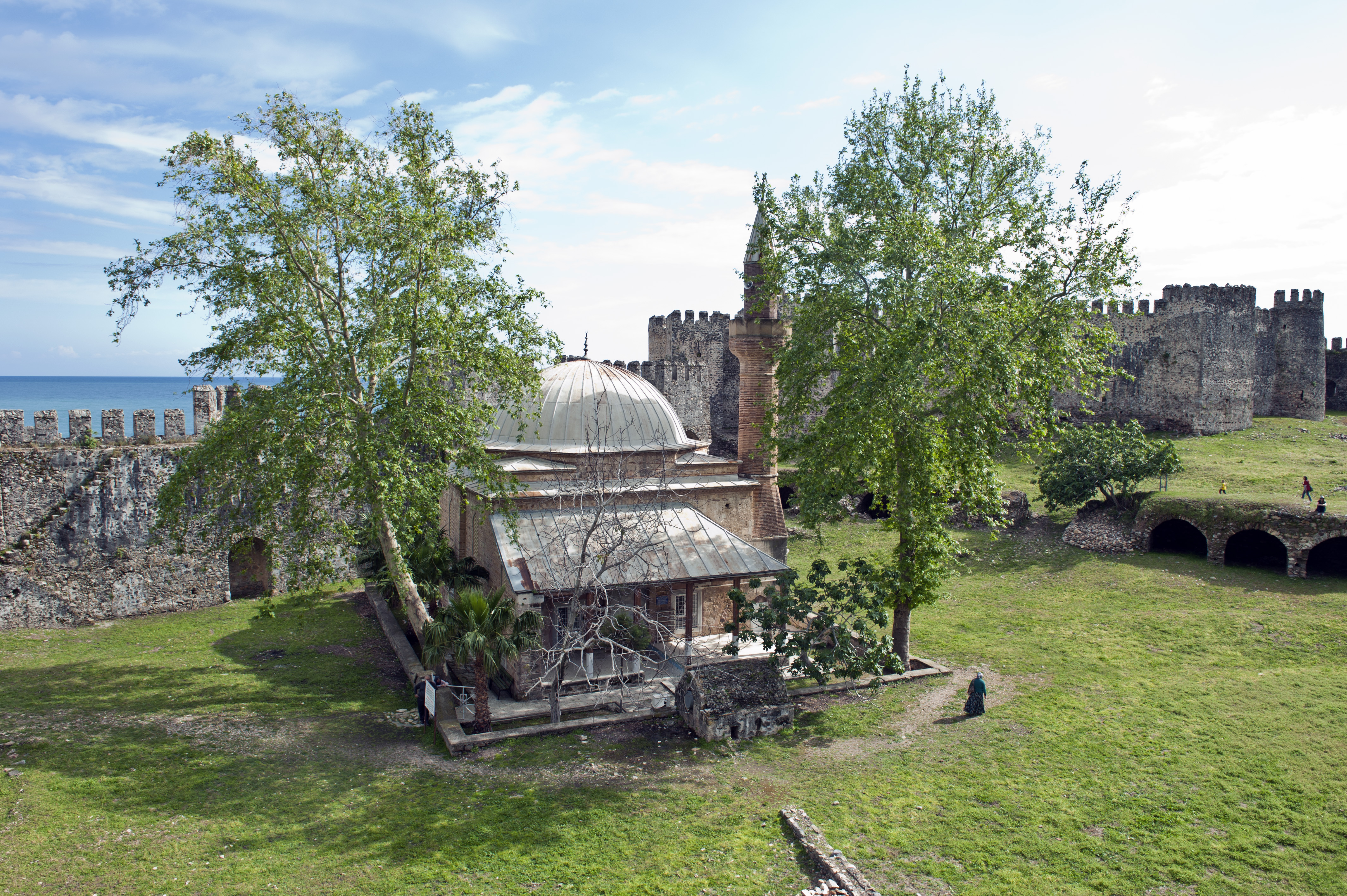
Мечеть у замку Мамуре

Замок Мамуре (тур. Mamure kalesi) - середньовічний замок в районі Анамур провінції Мерсін, Туреччина. 

## Географія
Замок знаходиться на середземноморському узбережжі близько 36°04′51″ пн. ш. 32°53′40″ сх. д. / 36.08083° пн. ш. 32.89444° сх. д., на трасі D400, 6 км на схід від Анамура і 216 км на захід від Мерсіна. 

## Історія
Замок був побудований правителями Вірменського королівства Кілікії на фундаментах римського замку четвертого століття.  Призначений для захисту від піратів, його ремонтували у візантійську епоху та під час хрестових походів. Коли Алаатін Кей-Кубат I лідер турків-сельджуків захопив руїни замку в 1221 році, він побудував більший замок, використовуючи елементи попередніх укріплень. Пізніше її контролювала династія Караманідів (яка була туркменським князівством в Анатолії). Хоча точна дата невідома, відповідно до напису Ібрахіма II Карамана в 1450 році, замок був захоплений під час правління Махмута  (1300-1311). Замок перейменований на Мамуре (процвітаючий) після ремонту Махмутом.  У 1469 році замок був анексований Османською імперією.  Згодом він був відремонтований у 15, 16 та 18 століттях, а частина замку використовувалася як каравансарай. 

## Архітектура
Має площу 23500 кв м та оточений ровом. Його 39 веж та бастіони з'єднані широкими валами.  Замок має три головні подвір’я; на захід, схід і південь. Західний двір містить невеликий комплекс з єдиною мечеттю та зруйнованою турецькою лазнею. На південному подвір'ї є залишки маяка. 

## Галерея

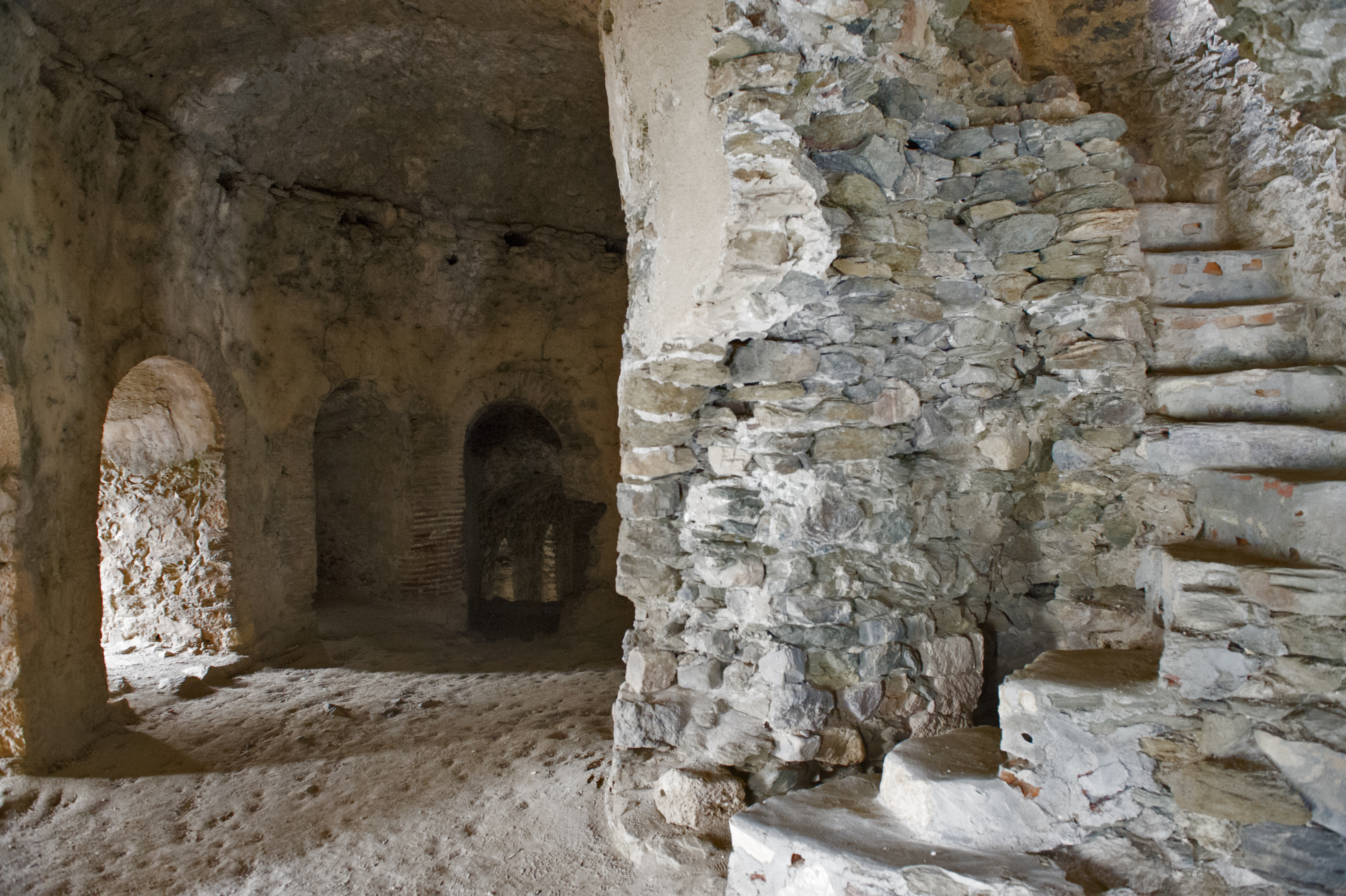
Вид на головну башту замку Мамуре
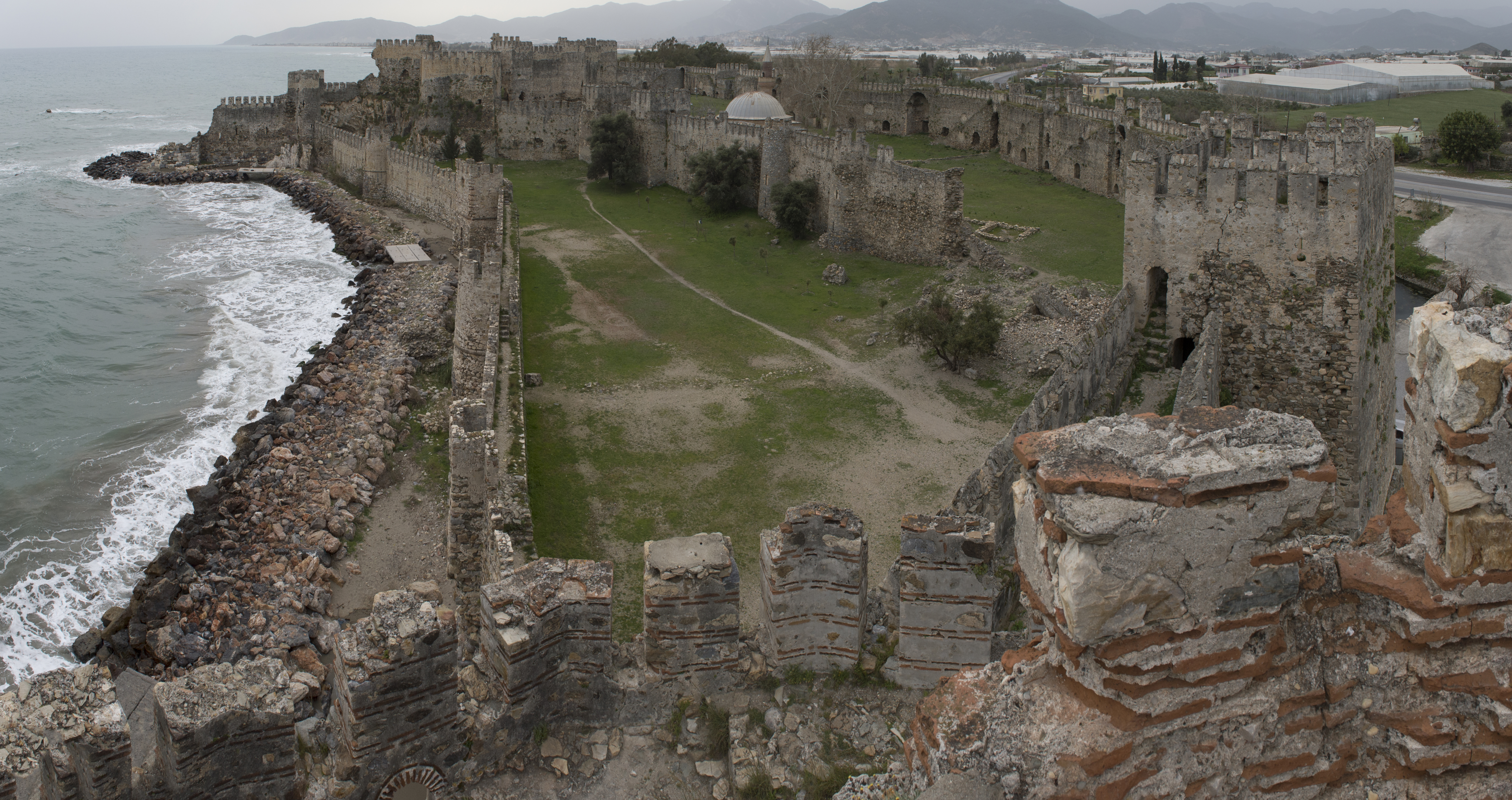
Вид на головну башту замку Мамуре
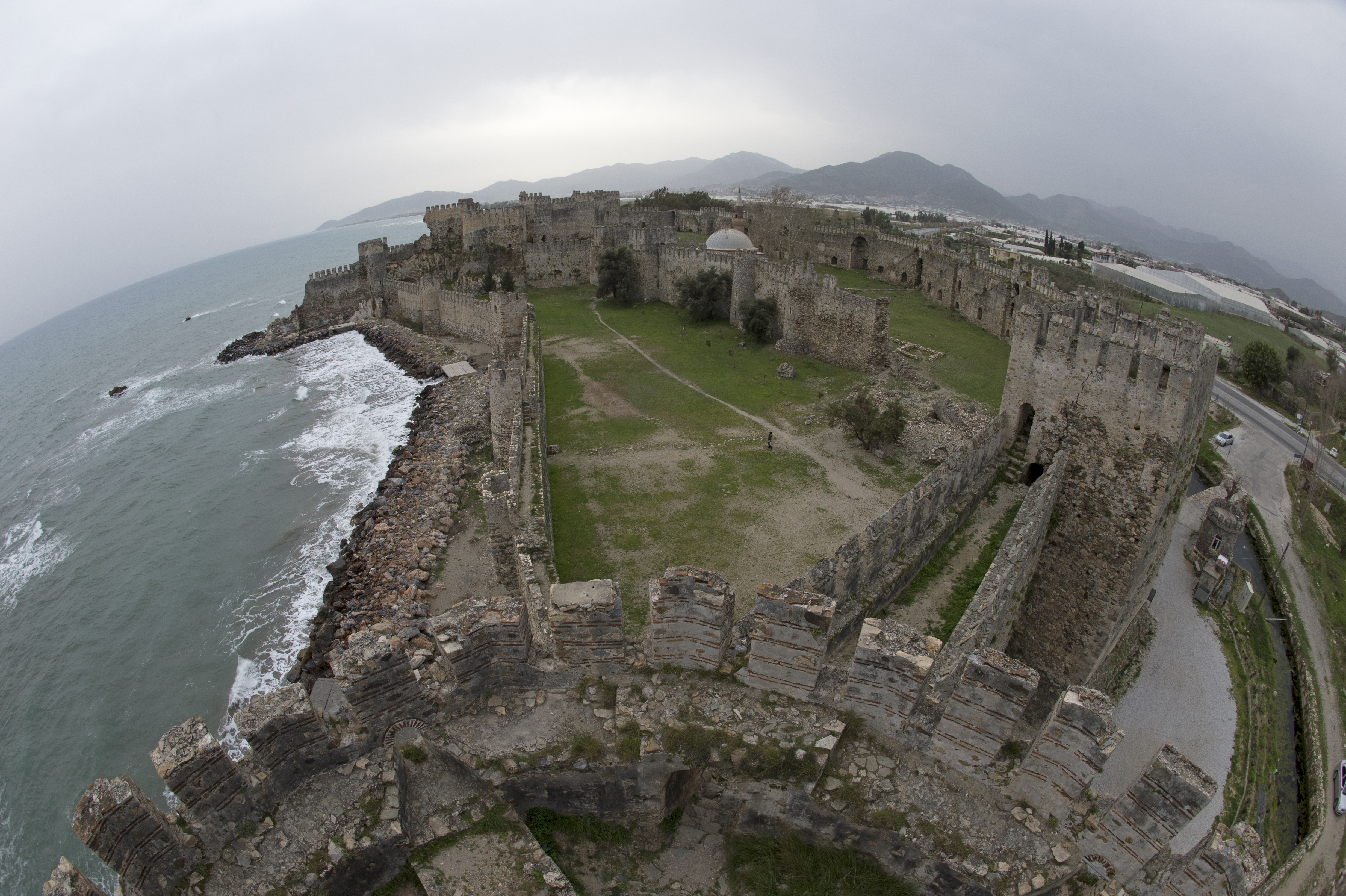
Вид на головну башту замку Мамуре
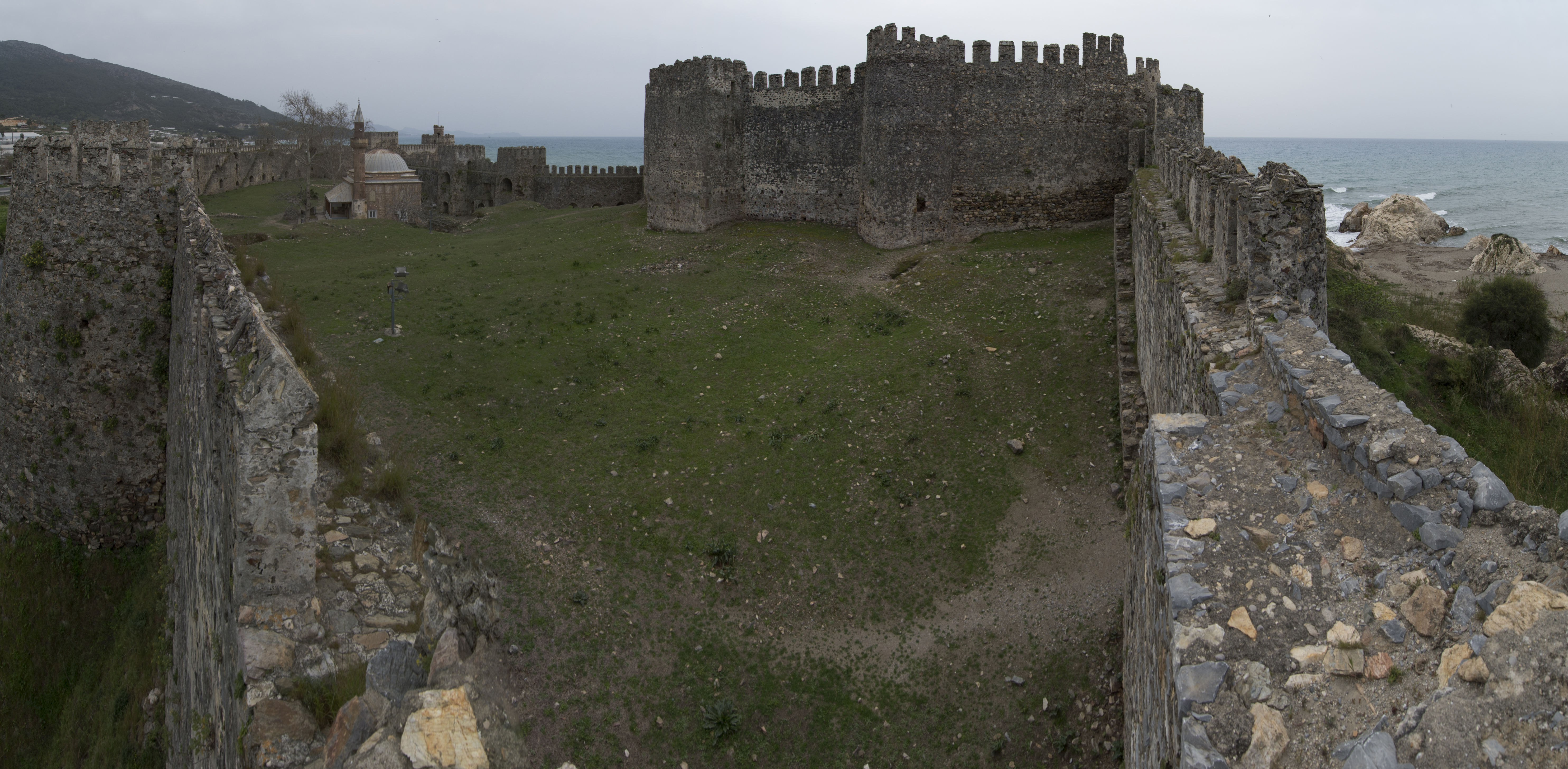
Замок Мамуре, Панорама зовнішнього замку
Північна сторона замку Мамуре
Замок Мамуре, Морський бік
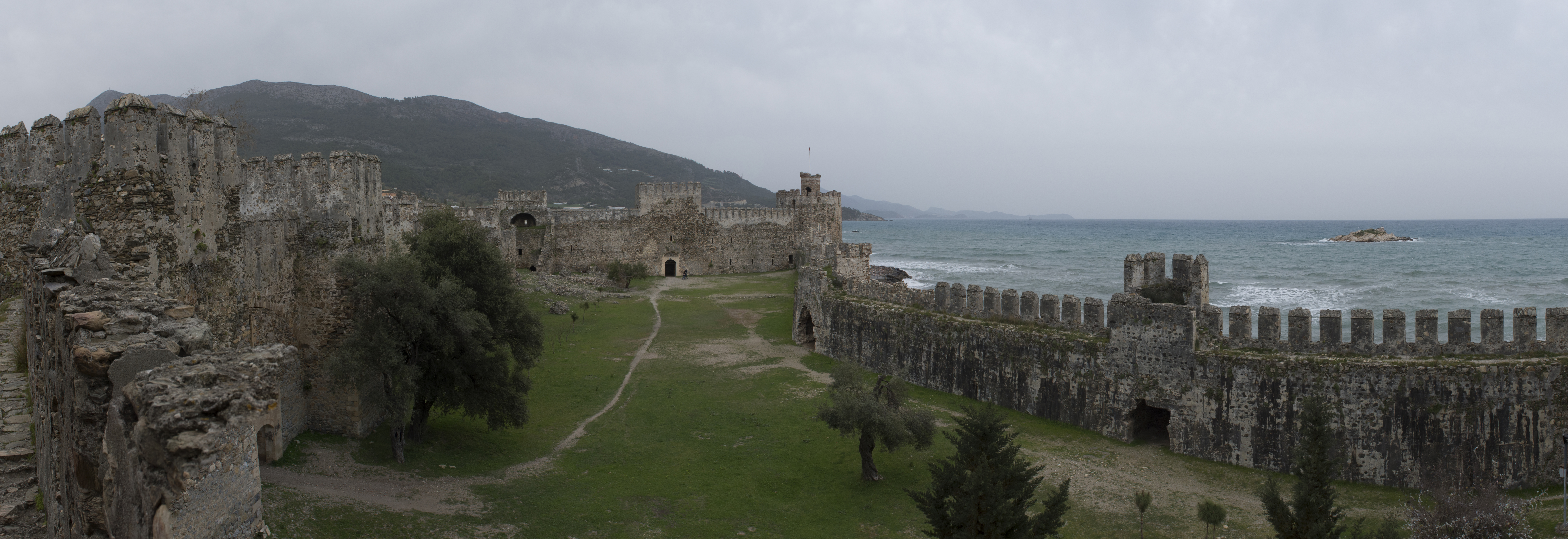
Панорама внутрішнього подвір'я замку Мамуре

## Зовнішні посилання
- https://web.archive.org/web/20011021064228/http://www.anamur.gen.tr/eng/indx.htm
- обширна серія фотографій про замок [Архівовано 6 квітня 2017 у Wayback Machine.]